# Los árboles de Kortirion
«Los árboles de Kortirion» (titulado originalmente en inglés, «The Trees of Kortirion») es un poema del escritor británico J. R. R. Tolkien. Las primeras versiones del poema fueron compuestas en noviembre de 1915, cuando el autor se encontraba prestando su servicio al Ejército Británico en la Primera Guerra Mundial. Años después, en 1937, realizó una importante revisión y otra mucho más tarde, alrededor de 1960, siendo ya entonces un poema casi diferente. Se lo envió en febrero de 1962 a su editor, Rayner Unwin, como posible candidato a ser incluido en el poemario Las aventuras de Tom Bombadil.

## Composición
Si bien se conoce la fecha aproximada en la que fue escrita la primera versión del poema, el lugar queda en duda debido a las contradicciones que el propio J. R. R. Tolkien dejó en sus escritos. Según algunas de sus notas, «Los árboles de Kortirion», que en un principio llevaba
por título «Kortirion entre los árboles» («Kortirion among the Trees» en su versión original en inglés), fue compuesto entre los días 21 y 28 de noviembre de 1915 en Warwick (Warwickshire, Inglaterra), durante un permiso que le fue concedido por el campamento
de Rugeley (Staffordshire), donde estaba entrenándose para su servicio en la Primera Guerra Mundial. Sin embargo, en una carta datada del 26 de noviembre y dirigida a su prometida, Edith Tolkien, el autor le cuenta como había escrito una copia a lápiz del poema en el mismo campamento y su intención de enviársela.
En uno de los primeros borradores y como tenía por costumbre aquel entonces, J. R. R. Tolkien escribió junto al título del poema su traducción al inglés antiguo: «Cor Tirion paéra béama on middes». En otra de las copias que se conservaron, el título aparece traducido al élfico y, aunque la segunda palabra no es del todo legible, Christopher Tolkien lo interpreta en el primer tomo de El libro de los cuentos perdidos, obra en la que se analiza y aparecen algunas versiones del poema, como «Narquelion la [...] tu y aldalin Kortirionwen» («El otoño [entre] los árboles de Kortirion»).